# 张宸逍
張宸逍（1999年10月18日—），是中國內地男演員。他於山東省青島市出生，出道作品為2020年首播的校園短劇《今天也晴朗》。2022年，他參與拍攝首部電影《一週的朋友》，並與林一、趙今麥、沈月等人合作。

## 演出作品

### 電影
- 2022年：《一週的朋友》飾演 許易

### 電視劇/網絡劇
| 首播年份 | 劇名                     | 角色       | 備註                     |
| -------- | ------------------------ | ---------- | ------------------------ |
| 2021年   | 《今天也晴朗》           | 邢嘉亮     | 網絡短劇                 |
| 2021年   | 《師兄請按劇本來》       | 魔帝/魔笛  | 網絡短劇                 |
| 2022年   | 《同居男友是人鱼》       | 程曦       | 網絡短劇                 |
| 2022年   | 《蒼蘭訣》               | 巽風       | 網絡劇                   |
| 2022年   | 《没有案件的派出所》     | 陈英雄     | 網絡短劇                 |
| 2023年   | 《我和我爸的十七歲》     | 陳桉       | 網絡劇                   |
| 2023年   | 《異人之下》             | 風星潼     | 網絡劇                   |
| 2023年   | 《寻宋》                 | 李少游     | 網絡劇                   |
| 2024年   | 《少年白馬醉春風》       | 南宮春水   | 網絡劇                   |
| 2024年   | 《加油吧少年》           | 郁述       | 網絡劇                   |
| 2024年   | 《大奉打更人》           | 周立       | 網絡劇                   |
| 2025年   | 《朝云散》               | 公孙离     | 網絡劇                   |
| 待播     | 《這是心跳超速的訊號啊》 |            | 網絡劇                   |
| 待播     | 《我不是隨便的人》       | 沈一帆     | 網絡劇                   |
| 待播     | 《哑舍》                 |            | 網絡劇                   |
| 待播     | 《御赐小仵作2》          | 祐辰安     | 網絡劇                   |
| 待播     | 《南部·档案》            | 张千军万马 | 網絡劇                   |
| 待播     | 《聊斋》                 | 龙飞       | 網絡劇，單元《龙飞相公》 |

### 綜藝節目
- 2022年：《你好星期六》 20221224期
- 2023年：《女子推理社》饰NPC:方便
- 2024年：《你好星期六》 20241026期

## 外部連結
- 张宸逍在豆瓣上的资料（简体中文）
- 张宸逍的新浪微博